# 日産・フォーリア
フォーリア (FORIA) は日産自動車が開発したコンセプトカーである。

## 概要
2005年の第39回東京モーターショーにおいて初公開された5ナンバーサイズの4人乗りクーペである。
4座ではあるが2人で乗ることを想定して設計されているが、Bピラーレス観音ドアを採用し、リアシートへの乗降性も高められている。
エンジンについては自然吸気であるということ以外は不明であるが、排気量2L程度の直列4気筒エンジンの搭載を想定しているといわれている。また、プラットフォームについても不明であるが、FMプラットフォームをベースとしていると考えられている。
コンセプトはエレガント&スポーティーで、グリルとヘッドランプが一体化したフロントフェイスやアルミニウム製モールディングなどを採用したほか、18インチ大径タイヤや4輪アクティブステアも装備された。

## 車名の由来
「高揚感」を表すイタリア語「euforia」から。